# Heterolepidoderma kossinense
Heterolepidoderma kossinense is een buikharige uit de familie Chaetonotidae. Het dier komt uit het geslacht Heterolepidoderma. Heterolepidoderma kossinense werd in 1926 voor het eerst wetenschappelijk beschreven door Preobrajenskaja. 